# Squadriglia 260
260ª Squadriglia Aeroplani da Caccia (röviden: 260ª, teljes nevén magyarul: 260. Vadászrepülő Osztag) egy híres első világháborús vadászrepülő század volt, amelyet 1917-ben szerveztek össze Veneziában. Az osztag nem tartozik a legeredményesebb olasz repülőszázadokhoz, de ettől függetlenül számos légi győzelmet szerzett.

## Története

### Megalakulása
A század 1917 novemberében alakult meg Veneziában. Néhány Macchi M.5-öst és Macchi M.7-est rendeltek hozzá.

### Ászpilóták
Az osztagban három híres ászpilóta szolgált, összesen 16 légi győzelmet szereztek a századnak.
- Orazio Pierozzi (6 légi győzelem az osztagnál, összesen 7)
- Umberto Calvello (5 légi győzelem az osztagnál, összesen 5)
- Federico Martinengo (5 légi győzelem az osztagnál, összesen 5)

### Repülőgépek
- Olasz gyártmányú: Macchi M.5
- Olasz gyártmányú: Macchi M.7

## Lásd még
- Első világháború
- Olaszország történelme